# Oleksandr Bahač
Oleksandr Bahač (ukrajinsky Олександр Багач) (* 21. listopadu 1966) je bývalý sovětský a později ukrajinský atlet, dvojnásobný halový mistr Evropy ve vrhu koulí.

## Sportovní kariéra
Prvním mezinárodním úspěchem pro něj byla stříbrná medaile na juniorském mistrovství Evropy v roce 1985. V roce 1989 se stal mistrem SSSR ve vrhu koulí, během devadesátých let stal dvakrát halovým mistrem Evropy (1992 a 1994), mistrem Evropy (1998) i halovým mistrem světa (1999).
Jednou v kariéře startoval na olympiádě – v Atlantě v roce 1996 získal bronzovou medaili.

## Doping
První pozitivní test měl při Evropském poháru ve Frankfurtu v roce 1989, za testosteron si odpykal dvouletý trest. V roce 1997 mu byl odebrán titul mistra světa z Athén, protože měl pozitivní test na efedrin. Definitivní konec kariéry znamenal třetí pozitivní test na doping při halovém mistrovství Evropy v roce 2000. 

## Osobní rekordy
- hala – 21,83 m – 21. února 1999, Brovary
- venku – 21,47 m – 31. května 1997, Chania